# Campbell Stewart
Campbell Stewart (ur. 12 maja 1998 w Palmerston North) – nowozelandzki kolarz szosowy i torowy. W drugiej z tych dyscyplin wicemistrz olimpijski w omnium (2020).

## Osiągnięcia

### Kolarstwo szosowe
Opracowano na podstawie:

2015
- 1. miejsce w mistrzostwach Nowej Zelandii juniorów (start wspólny)

2020
- 1. miejsce na 2. etapie New Zealand Cycle Classic

2021
- 1. miejsce na 5. etapie New Zealand Cycle Classic
- 2. miejsce w À travers les Hauts-de-France
  - 1. miejsce na 2. i 3. etapie

### Kolarstwo torowe
Opracowano na podstawie:

2014
- 1. miejsce w mistrzostwach Oceanii juniorów (omnium)

2015
- 1. miejsce w mistrzostwach świata juniorów (scratch)
- 1. miejsce w mistrzostwach świata juniorów (omnium)

2016
- 1. miejsce w mistrzostwach świata juniorów (wyścig drużynowy na dochodzenie)
- 1. miejsce w mistrzostwach świata juniorów (omnium)
- 2. miejsce w mistrzostwach świata juniorów (madison)

2017
- 1. miejsce w mistrzostwach Oceanii (madison)

2018
- 2. miejsce w mistrzostwach Oceanii (wyścig drużynowy na dochodzenie)
- 2. miejsce w mistrzostwach Oceanii (wyścig punktowy)
- 2. miejsce w igrzyskach Wspólnoty Narodów (scratch)
- 2. miejsce w igrzyskach Wspólnoty Narodów (wyścig punktowy)

2019
- 3. miejsce w mistrzostwach Oceanii (omnium)
- 1. miejsce w mistrzostwach świata (omnium)

2020
- 2. miejsce w mistrzostwach Oceanii (omnium)
- 2. miejsce w mistrzostwach Oceanii (madison)
- 2. miejsce w mistrzostwach świata (wyścig drużynowy na dochodzenie)
- 2. miejsce w mistrzostwach świata (omnium)

2021
- 2. miejsce w igrzyskach olimpijskich (omnium)

## Rankingi

### Kolarstwo szosowe
| Rok              | 2019  | 2020  | 2021 | 2022  | 2023  | 2024  |
| ---------------- | ----- | ----- | ---- | ----- | ----- | ----- |
| World Ranking    | 2200. | 1528. | 561. | 1924. | 1097. | 2501. |
| UCI Oceania Tour | 104.  | 77.   | 28.  | 84.   | 62.   | -     |
|                  |       |       |      |       |       |       |
| Źródło: UCI      |       |       |      |       |       |       |